# 마르케역 (밀라노 지하철)
마르케역 (Marche)은 밀라노 지하철 5호선의 역이다.

## 역사
마르케 역의 건설 공사는 밀라노 지하철 5호선 1공구에 포함되어 2007년 9월 시공했고, 2013년 2월 10일 문을 열었다.

## 역 구조
마르케 역은 5호선의 다른 역들처럼 2면 2선 구조로 된 지하 역으로, 휠체어 접근이 가능하다. 밀라노 지하철 시내구간에 포함되어 있기도 하다. 차라 대로와 마르케 대로가 만나는 교차로에 위치해 있으며 출입구는 차라 대로 쪽에만 나 있다.

## 환승
역 부근에는 다음과 같은 교통시설이 있다.
- 트램 정거장 (Marche M5, 5번과 7번과, 31번과)

## 역 시설
- 장애인 접근시설
- 엘리베이터
- 에스컬레이터
- 매표기
- 역 감시카메라